# Tnaka
Tnaka（てぃーなか、10月16日 - ）は、日本の女性アーティスト、DJ、モデル、デザイナー。
2022年に開催された「Zipper」専属モデルオーディションでグランプリを受賞し「令和のシノラー」のキャッチコピーで1年間Zipper誌上で活動。90年代のカルチャー、デザイン、ダンスミュージックを好み、平成リバイバルをテーマにアーティスト、デザイナー、DJとして幅広く活動している。

## 来歴
2014年にmarble≠marbleのメンバーとして音楽活動をスタート。講談社主催ミスiD2022セミファイナリスト。2022年に復刊した雑誌『Zipper』（祥伝社）のモデルオーディションにて審査員特別賞およびグランプリをそれぞれ獲得し、Zipper専属モデルデビューを果たした。

## 人物
- 影響を受けた音楽：B'z、森高千里、電気グルーヴ、YMOなど[7]。
- 好きなアニメ：機動戦士ガンダム（宇宙世紀、∀ガンダム）シティーハンター[7]。
- 好きなキャラクター：ハローキティを中心とした80年代くらいまでのサンリオ[7]。
- デザインを行う際に使用するソフト：アドビ社のIllustrator、Photoshop、After Effects、Premiere Pro[7]。

## 作品 -marble≠marble名義-（〜2023/10）
marble≠marble#作品_-marble≠marble名義- を参照

## 主なライブ
- 2024年8月31日 Tnaka IN THE HOUSE レコ発 Tnaka IN THE LIFE @新宿 Zirco Tokyo[15]

- 2024年11月10日 Tnaka Factory in OSAKA @難波COPY HOUSE[16]

## 出演・掲載

### ファッションショー
- SAPPORO COLLECTION 2022 SPRING/SUMMER 5/29 at 札幌コンベンションセンター[17][18]

### Web記事
- 〈短冊CD生誕36周年〉XOXO EXTREME、寿々木ここね、Tnaka等５作品リリース決定 - OTOTOY(2024年02月01日)[19]

- 2022 Zipper専属モデルオーディショングランプリ、Tnakaがデトロイト歌謡をテーマにした1stアルバムをリリース！ - Rooftop(2024年7月11日)[20]

- Tnaka、デトロイト歌謡テーマのアルバム「Tnaka IN THE HOUSE」発売決定 - 音楽ナタリー(2024年7月11日)[21]

- 「平成リバイバル」をテーマにマルチに活動するTnaka、1stアルバム完成 - CDJournal(2024年08月21日)[22]

- これがTnakaの〈デトロイト歌謡〉!　唯一無二のデトロイトテクノ＋J-POPなアルバム『Tnaka IN THE HOUSE』を語る - Mikiki(2024年08月28日)[23]

- 90年代愛がとまらない！ 平成リバイバルアーティストTnaka×短冊CD専門DJディスク百合おん - CDJournal(2024年09月19日)[24]

- 短冊CD勝手に応援委員会、短冊CD生誕37周年の記念日にインディ・レーベルが共同で10作品を同時発売 - CDJournal(2025年02月06日)[25]

- 7月7日は短冊CDの日、今年は高中正義やGOOD BYE APRILなどの30作品以上を一挙にリリース - 音楽ナタリー(2025年5月7日)[26]

### 雑誌
- 2022年Zipper春号「Zipperプロデュース春のお流行りスタイル」[27][28]
- 2022年Zipper夏号「色柄MIXラブ💗な令和のシノラー Tnakaスタイルのすべて。」[29][30]
- 2022年Zipper秋号「人気ショップの着まわしファッションSHOW-パンクロックなY2Kコーデを提案-SPPINS」[31][32]
- 2022年Zipper冬号「歴代おしゃれヘア＆メイクReboot」[33][34]

### 書籍
- 短冊CDディスクガイド *ゲストレコメンド* 2024年7月発売[35]

## 音楽作品の共同メンバー
- Reiji Matsumoto[36]
- フジタダイス ケ[37]